# Estación Rincón
Estación Rincón ist eine Ortschaft in Uruguay.

## Geographie
Sie befindet sich auf dem Gebiet des Departamento Treinta y Tres in dessen Sektor 3 in der Cuchilla Cerro Largo. Nächstgelegene größere Ansiedlungen sind die Städte Vergara im Südwesten und Arrozal Treinta y Tres im Südosten. Der Arroyo Sarandí Grande führt südlich an Estación Rincón, dessen wirtschaftliche Basis im Reisanbau liegt, vorbei. Nördlich verläuft der Arroyo de la Teja, ein rechtsseitiger Nebenfluss des Río Tacuarí. Östlich des Ortes liegt die Quelle des Arroyo Sarandí Chico.

## Infrastruktur
Durch Estación Rincón führt die Ruta 18 und die Eisenbahnlinie Montevideo - Río Branco.

## Einwohner
Estación Rincón hatte bei der Volkszählung im Jahre 2011 674 Einwohner, davon 331 männliche und 343 weibliche.
| Jahr | Einwohner |
| ---- | --------- |
| 1963 | —         |
| 1975 | —         |
| 1985 | 375       |
| 1996 | 734       |
| 2004 | 742       |
| 2011 | 674       |